# رولاند وايت
رولاند وايت (بالإنجليزية: Roland White)‏ هو عازف مندولين أمريكي، ولد في 23 أبريل 1938 في ماداواسكا في الولايات المتحدة.